# 房企遐
房企遐（1956年—），号虎屿山人，房玄龄四十三世孙。中国画画家，浙江慈溪人。自幼习画，擅长创作城市山水画组画。1968年秋师从孙仙舲学肖像画，后又研习素描、水彩、水粉、油画等。

## 个人经历
- 1979年至1991年曾从事工艺美术图案设计，期间成为中国工艺美术学会会员。
- 1979年3月至9月在上海学习图案设计。在上海半年间，时常参观上海美术馆、上海博物馆、上海中国画院展出的中外美术展览，眼界大开。
- 1979年在上海拜著名山水画家陆一飞为师，开始研习中国山水画。
- 1984年陆一飞先生请童衍方题词，赐斋名“霞飞书屋”，与其斋名“云飞楼”相对映。
- 1986年6月参与北京“宁波地方产品展销会”布置及摄影。期间参观游览中南海、故宫、颐和园、八达岭长城、天坛、北海公园等。
- 1991年起开始远游并专业从事山水画创作。
- 1991年8月，赴云南昆明、大理、丽江、桂林阳朔、贵州黄果树瀑布等地写生采风。
- 1992年11月，从上海十六辅码头上船畅游长江，过三峡至重庆朝天门码头。归时再登船过三峡至九江上岸。畅游四川峨眉山、乐山、江西庐山、滕王阁，访重庆大足宝顶山、成都武侯祠、杜甫草堂、自贡恐龙博物馆、内江大千故里、乐山大佛。
- 1993年12月24日至1994年１月2日，在浙江慈溪三北书画院举办《房企遐中国画展》，展出作品70件。
- 1994年多幅中国画入选浙江省美术作品展，12月成为浙江省美术家协会会员。
- 1995年5月创作《达蓬风光》组画10幅，赠日本日中友好协会及日本前首相羽田孜等收藏。
- 1996年2月3日云南丽江大地震。为了给丽江抗震救灾鼓劲 ，第一次写文章向报纸投稿。1996年2月12日写成了散文《丽江情结》，分别在“香港文汇报”“菲律宾商报”“宁波日报”和“慈溪日报”上发表。
- 1996年5月，赴云南昆明、西双版纳、瑞丽采风。
- 1996年7月23日至27日访天台山国清寺，观石梁飞瀑，登赤城山华顶，叩新昌大佛寺。
- 1998年8月，重游云南昆明、大理、丽江。
- 1999年4月，赴欧洲巴黎、罗马、维也纳、阿姆斯特丹、科隆、布鲁塞尔、梵蒂冈、卢森堡等地考察交流。归后创作欧州风光组画。
- 1999年秋红叶满山时游临安浙西大峡谷。
- 2000年12月7日至12日，日本佐贺县日中友好协会在日本佐贺市举办《房企遐水墨画展》，展出作品42件。
- 2002年中国画《回归》获《全国第五届工笔画大展》优秀作品奖。
- 2002年10月16日访湖州安吉吴昌硕故居。
- 2003年夏游雁荡山，楠溪江。
- 2003年9月赴浙江龙泉考察。
- 2003年11月赴温州泰顺采风。
- 2004年3月，赴江苏南京、盱眙采风，创作盱眙风光组画。
- 2004年至2006年5次赴福建省泰宁县采风写生，创作完成泰宁风光组画50幅。
- 2005年6月5日游江苏扬州廋西湖。
- 2006年创作“慈溪风光－观海卫”组画。12月国家邮政发行《房企遐国画作品◎慈溪乡情系列之一贺年有奖明信片、贺卡》300000张。
- 2006年11月，描绘意大利佛罗伦萨的水墨画《月光曲》，在“宁波国际服装节”上，由宁波市领导回赠给佛罗伦萨市政厅收藏。佛罗伦萨市向宁波市赠送了“大卫”青铜复制像，目前安放在宁波大剧院广场。
- 2007年3月30日至4月7日房企遐先生应安徽黄山风景管委会“黄山书画院”的邀请在黄山风景区写生采风创作黄山风光组画。入住黄山观瀑楼。
- 2007年5月13日二上安徽黄山创作黄山风光组画。
- 2007年5月，赴福建省福州、泉州、厦门采风。
- 2008年创作描绘历届奥运会主办城市风光的中国画《百年奥运》组画22幅。
- 2008年3月作为中国文体明星北京奥运宣传助威团团员，应邀代表宁波创作的描绘杭州湾跨海大桥国画《长桥卧波 天堑通途》，作为北京奥运《神州圣火传递图》的组成部分，国家邮政发行了专题邮票。
- 2008年5月，赴陕西省延安、西安、游华清池、黄帝陵、兵马俑博物馆等。
- 2009年创作《湿地家园组画》。10月第三次游云南省大理古城。
- 2010年1月14日至19日，在浙江慈溪市图书馆举办《杭州湾湿地·鸟类的天堂》房企遐主题画展暨邮册首发式，共展出43幅反映湿地候鸟生活场景的作品。
- 2009年４月至2010年4月，先后5次赴海南省采风写生，创作海南儋州风光组画。
- 2010年8月，赴福建南靖土楼、厦门鼓浪屿采风。
- 2010年11月23日至30日，“运动·生态——房企遐国画邀请展”在宁波镇海美术馆举行，共展出画作72幅。
- 2010年12月17日房企遐创作的《儋州风光》组画系列明信片在海南儋州邮政局首发，二套明信片共收入24幅画作，发行12000套。
- 2011年1月5日，中共福建省泰宁县委、县政府授予房企遐“荣誉市民”称号。
- 2011年3月25日赴安徽省合肥市采风。
- 2011年4月15日至20日，“运动·生态——房企遐国画邀请展”在湖州市南浔画院举行，共展出画作71幅。作品以“百年奥运”、“湿地家园”为主题，一方面让人们重温奥运激情、民族荣耀；另一方面则唤起人们对自然生态的关注，自觉地来保护人类共同的家园。
- 2012年3月14日，《房企遐画儋州》作品集首发捐赠仪式在海南省儋州市第一中学举行。
- 2012年6月16日至18日赴安徽黄山屯溪、西递，18日大雨滂沱登黄山。
- 2012年7月20日房企遐“画百年奥运城市主题画展暨画册首发式”在慈溪图书馆举行。
- 2012年1月11日至1月18日 访广东惠州，游惠州西湖，登罗浮山*2012年11月20日至12月9日第十一次海南儋州行。
- 2013年4月14日至4月27日 第十二次海南儋州行。
- 2013年8月 房企遐主编 《百年仙龄》孙仙舲先生纪念集 中国文联出版社出版。
- 2013年10月11日至10月27日第十三次海南之行，儋州、白沙黎族自治县，海南鹦哥岭自然保护区。
- 2014年4月天津人民美术出版社出版《美丽儋州-房企遐中国画作品集》收入房企遐中国画103幅，12k中英文对照精装，印数2500册。余秋雨题词，张江舟序。
- 2014年5月20日至6月4日第十四次海南之行，儋州、乐东黎族自治县海南尖峰岭国家级自然保护区。
- 2014年11月14日至11月16日赴浙南金华武义牛头山、丽水缙云仙都采风。
- 2014年12月3日《美丽儋州-房企遐中国画作品集》在海南儋州举行首发仪式。
- 2015年1月21日至23日赴南京博物馆参观画展，参观陈之佛、傅抱石艺术馆，欣赏古代藏品展。第二日赴杨州游个园、瘦西湖。第三日赴苏州博物馆参观唐寅画展等。
- 2015年4月《山水清音.房企遐中国画新作选》出版 收入作品50幅。
- 2015年5月12日 “城市 山水”房企遐中国画展浙江省文化馆展厅拉开序幕。本次画展由浙江省文化馆、中共慈溪市委宣传部主办，慈溪市文化广电新闻出版局、慈溪市文联承办，展期１０天。

## 作品集
先后出版有《房企遐山水画创意》辽宁美术出版社1995年12月出版[收入作品79件]发行 3000册、《房企遐画欧洲》中国美术学院出版社2001年1月出版 [收入作品50幅]发行 3000册、《房企遐画泰宁》人民美术出版社2006年4月出版 [收入作品51幅]  发行7200册、《湿地·家园》邮册[收入作品28件]2010年1月发行，印制1500册。《房企遐画儋州》画集 天津人民美术出版社出版 [收入作品62幅] 2012年1月出版发行，发行5000册。《房企遐画百年奥运城市》2012年6月出版发行，发行3000册 ， 2014年天津人民美术出版社出版《美丽儋州-房企遐中国画作品集》发行2500册 。 为了迎接2008年北京奥林匹克运动会，房企遐创作了描绘历届奥运会主办城市风光的中国画《百年奥运》组画22幅。中国邮政还先后发行了《房企遐国画作品》的明信片和邮票。其画册被澳大利亚国家图书馆、美国哈佛大学燕京图书馆、美国普林斯顿大学图书馆等世界著名图书馆收藏。作品广为海內外机构及人士收藏。新华社、《人民政协报》、《中国旅游报》、《福建日报》、《海南日报》、《暸望周刊》、《中国绿色画报》、《经济世界》、《美术》杂志、《中国美术馆》杂志、《浙江电视台》、《钱江晚报》、《美术报》及日本佐贺电视台，《佐贺新闻报》、《俄罗斯龙报》、《菲律宾商报》、香港《华夏风情》杂志等中外新闻媒体曾作过专题、专版报道。